# Diocese de Vacaria
A Diocese de Vacaria (Dioecesis Vaccariensis) é uma divisão territorial da Igreja Católica no estado do Rio Grande do Sul. Atualmente possui como bispo Dom Silvio Guterres Dutra, nomeado pelo Papa Francisco no dia 09 de maio de 2018.

## Histórico
A prelazia de Vacaria foi criada aos 8 de setembro de 1934 pela Bula Dominici Gregis, do Papa Pio XI, desmembrada da Arquidiocese de Porto Alegre. Aos 18 de janeiro de 1957 pela Bula Qui Vicaria Potestate do Papa Pio XII, foi elevada a Diocese.

## Localização
A Diocese está situada na região norte oriental do estado do Rio Grande do Sul. Faz limites com as Dioceses de Caxias do Sul (RS), Criciúma (SC), Erechim (RS), Joaçaba (SC), Lages (SC) e Passo Fundo (RS).

## Demografia
Sua superfície é de 15.843,9 km2 com uma população de 196.245 habitantes (Censo de 2001). Abrange os municípios de Barracão, Bom Jesus, Cacique Doble, Campestre da Serra, Capão Bonito do Sul, Caseiros, Esmeralda, Ibiaçá, Ibiraiaras, Ipê, Lagoa Vermelha, Machadinho, Maximiliano de Almeida, Monte Alegre dos Campos, Muitos Capões, Paim Filho, Pinhal da Serra, Sananduva, Santo Expedito do Sul, São João da Urtiga, São José do Ouro, São José dos Ausentes, Tupanci do Sul e Vacaria (sede Diocesana).

## Bispos
|                 | Nome                                | Período     | Notas                                   |
| Bispos          | Bispos                              | Bispos      | Bispos                                  |
| --------------- | ----------------------------------- | ----------- | --------------------------------------- |
| 7º              | Silvio Guterres Dutra               | 2018-atual  |                                         |
| 6º              | Irineu Gassen, O.F.M.               | 2008-2018   | Renunciou por idade                     |
| 5º              | Pedro Sbalchiero Neto, MS           | 2003-2007   |                                         |
| 4º              | Orlando Octacílio Dotti, O.F.M.Cap. | 1986-2003   | Bispo Emérito                           |
| 3º              | Henrique Gelain                     | 1964-1986   |                                         |
| 2º              | Augusto Petró                       | 1958-1964   | Nomeado Bispo de Uruguaiana             |
| 1º              | Cândido Júlio Bampi, O.F.M.Cap.     | 1936-1957   | Nomeado Bispo-auxiliar de Caxias do Sul |
| Bispo-coadjutor |                                     |             |                                         |
|                 | Pedro Sbalchiero Neto, MS           | 2003        |                                         |
|                 | Orlando Octacílio Dotti, O.F.M.Cap. | 1983 - 1986 |                                         |